# Márki Lajos (főjegyző)
Márki Lajos (Kétegyháza, 1851. november 3. – Budapest, 1888. január 20.) megyei főjegyző, Márki Sándor unokaöccse. 

## Életútja
Iskoláit a nagyváradi gimnáziumban és jogakadémiában végezte. 1866. november 4-én barátaival Garay-kör néven önképzőkört alapított. 1873-ban tett államvizsgálatot. Önkéntesi évét leszolgálva, 1874-ben Békés vármegye tiszteletbeli aljegyzője, 1875. május 8-án pedig a gyulai királyi törvényszék díjas joggyakornoka lett. 1876. május 9-én Békés megye első aljegyzőjévé, 1880. május 19-én főjegyzőjévé választotta. Felesége Terényi Jolán volt. A gyulai családi sírboltban helyezték nyugalomra.
Egy időben költeményeket írt különféle lapokba. Az 1870-es években gyakrabban közgazdasági cikkeket közölt a Pesti Naplóban. Cikke a Biharban (1868. Elmefuttatás az egyenlőségről).
Békés megyének általa összegyűjtött és kinyomatott szabályrendeletei a maguk nemében mintaszerűek (1888.)